# Ofensiva del Mius
La ofensiva del Mius, conocida en la historiografía soviética como operación ofensiva estratégica del Mius (en ruso: Миусская наступательная операция) fue una operación militar ofensiva llevada a cabo por la Unión Soviética contra Alemania en la cuenca del Donets y del Mius durante la Segunda Guerra Mundial, donde se enfrentaron el Frente Sur y el Frente Suroeste soviéticos contra el Grupo de Ejércitos Sur alemán. El objetivo de la ofensiva era obligar a los alemanes a retirar sus unidades presentes en la Operación Ciudadela en Kursk y recuperar el  Dombás, zona importante en recursos naturales. A pesar del éxito inicial soviético, los alemanes consiguieron contener la ofensiva de los soviéticos en su parte norte luego de los avances iniciales y empujaron la parte sur hacia su punto de partida.

## Antecedentes

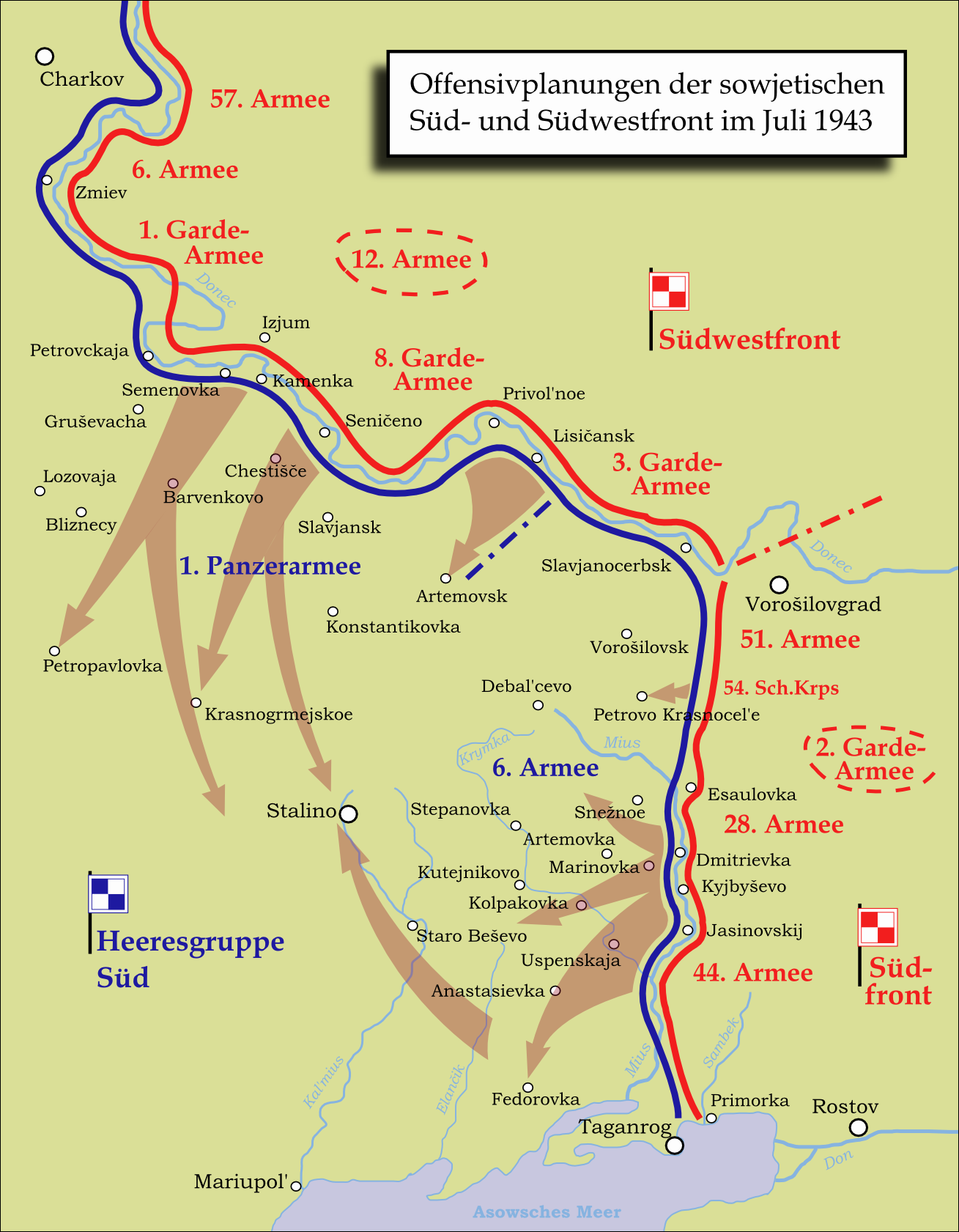
Movimientos soviéticos durante la ofensiva en julio de 1943.

En 1942, el mando de la Alemania nazi comenzó a crear una línea defensiva, conocida como frente Mius, en el  Dombás, a lo largo de los óblasts de Rostov, Voroshílovgrado y Stálino, y lograron detener la Ofensiva de Rostov, llevada a cabo en febrero de 1943. Para julio, el frente Mius tenía ya tres líneas defensivas, el primero en la orilla occidental con una profundidad de 21 kilómetros, el segundo a lo largo de los ríos Kalmius y Gruzkaya hasta una profundidad de 7 kilómetros. Cada línea defensiva tenía de 1 a 3 líneas de trincheras. La longitud total de todas las trincheras del sistema del Frente del Mius superó los 18,000 kilómetros. Entre ellos había campos minados con una densidad de hasta 1,800 minas por kilómetro cuadrado. Había entre 12 y 15 fortines y búnkeres por kilómetro de frente, la mayoría de ellos de hormigón armado. Se prepararon "pozos de lobos", cuyo fondo estaba tachonado de escarpas, fosos antitanques y escudos blindados móviles con troneras para disparar. La profundidad total de la defensa era de 40 a 50 kilómetros.
En julio de 1943, mientras la Batalla de Kursk se libraba en el norte, dos ejércitos alemanes del Grupo de Ejércitos Sur en la cuenca del Donets se enfrentaron a dos grupos de ejércitos soviéticos en un frente de 660 kilómetros.Después de que la Wehrmacht lanzó la Operación Ciudadela, la tarea de las tropas soviéticas en sectores del frente secundario a la bolsa de Kursk consistió en operaciones ofensivas para obligar a la Wehrmacht a utilizar sus reservas disponibles. Las tropas del Frente Sur y del Frente Suroeste comenzaron a reagruparse. Las tropas que anteriormente se habían distribuido a lo largo del frente con fines defensivos ahora se reunieron en grupos de ataque para llevar a cabo la Primera Operación Ofensiva Estratégica en el Dombás. El cuartel general del Frente Sudoeste desarrolló el siguiente plan para su parte de la operación ofensiva. Su fuerza de ataque estaba formada por el 1.º y 8.º Ejércitos de la Guardia y asestó el golpe principal en la zona de defensa del XXXX Cuerpo de Tanques del 1.º Ejército Panzer alemán. 
La defensa del Frente Mius en la zona de la próxima operación fue ocupada por el 6.º Ejército (comandado por el coronel general Karl-Adolf Hollidt) del Grupo de Ejércitos Sur (comandado por el mariscal de campo Erich von Manstein), así como por la 4.ª Flota Aérea (comandado por el mariscal de campo aéreo Wolfram von Richthofen). Tres cuerpos de ejército alemanes, que unían 11 divisiones y 5 batallones de cañones de asalto del 6.º ejército, defendieron directamente contra las tropas del Frente Sur en una zona de 180 kilómetros. Además, las tropas alemanas en el  Dombás incluían el 1.º Ejército de Tanques. 
El Cuartel General del Alto Mando Supremo soviético encomendó al mando del Frente Sur (comandado por el comandante coronel general Fiódor Tolbujin) la tarea de precisar, y en condiciones favorables en cooperación con las tropas del Frente Suroeste, derrotar al grupo alemán de  Dombás, evitando el traslado de sus fuerzas a la zona del saliente de Kursk, donde se estaban librando las batallas decisivas de la Batalla de Kursk. Entre las tropas del Frente Sur estaban los 51.º, 28.º y 44.º Ejércitos, el 5.º Ejército de Choque, el 2.º Ejército de la Guardia y el 8.º Ejército Aéreo. En total, en las tropas del frente habían unas 271,790 personas al inicio de la operación. El golpe principal lo asestaron el 5.º Ejército de Choque y el 28.º Ejército en el centro desde el área de Kuibyshevo-Dmitrovka en dirección a Uspenskaya, Artyomovka, Fiodorovka. Si la operación se desarrollaba favorablemente, estos ejércitos debían avanzar a través de Amvrosievka y rodearían al grupo enemigo en Taganrog desde el norte. Para lograr el éxito, el 2.º Ejército de la Guardia, con dos cuerpos mecanizados adjuntos; el 2.º Cuerpo Mecanizado de la Guardia y el 4.º Cuerpo Mecanizado, estaba en la reserva del frente; su entrada en batalla estaba prevista en la zona del 28.º Ejército. Además, hubo ataques auxiliares de parte de las fuerzas del 51.º Ejército desde el ala derecha (en dirección a Krasny Luch-Stálino) y del 44.º Ejército en el ala izquierda del frente (al norte de Matvéyev-Kurgán). 
Al mismo tiempo, se llevó a cabo la operación ofensiva Izium-Barvenkovskaya con objetivos similares en el frente suroeste. Las acciones de los Frentes Sur y Suroeste fueron coordinadas por el representante del Cuartel General del Alto Mando Supremo, el Mariscal Aleksandr Vasilevski. Según Manstein, el reconocimiento aéreo alemán estableció que las tropas soviéticas se estaban preparando para la próxima ofensiva. 
Dado que el Grupo de Ejércitos Sur alemán bajo el mando del mariscal de campo Erich von Manstein estuvo significativamente involucrado en la ofensiva cerca de Kursk, había transferido la mayoría de sus fuerzas a su ala norte. El 6.º Ejército (comandado por el coronel general Karl-Adolf Hollidt), con el XXIX Cuerpo de Ejército (tres divisiones de infantería y un grupo de combate), el XVII Cuerpo de Ejército (tres divisiones de infantería) y el IV Cuerpo de Ejército "Mieth" (una división de montaña y dos divisiones de infantería). Sólo la mayor parte de la 16.ª División Panzer Grenadier estaba en su reserva. Al norte estaba el 1.º Ejército Panzer (comandado por el coronel general Eberhard von Mackensen) con el XXX Cuerpo de Ejército (tres divisiones de infantería), el XXXX Panzer Corps (tres divisiones de infantería) y el LVII Panzer Corps (tres divisiones de infantería) en Donets. El mariscal de campo von Manstein había retenido al XXIV Cuerpo Panzer al mando del general Walther Nehring como grupo de ejércitos de reserva. Incluía las 17.º y 23.º Divisiones Panzer, así como la 5.º División Panzer SS "Wiking". Estas fuerzas tenían un total de 223 tanques, 145 cañones de asalto y 115 cañones autopropulsados.

El mariscal de campo von Manstein ya había esperado a finales de mayo de 1943 que el Ejército Rojo lideraría una ofensiva contra el  Dombás tan pronto como comenzara la Operación Ciudadela. Sin embargo, estaba convencido de que ni siquiera entonces se deberían retirar fuerzas del saliente de Kursk. El 24 de mayo de 1943, la siguiente evaluación de Manstein de la situación se incluyó en el diario de guerra del Grupo de Ejércitos Sur:
“En el caso de (la Operación) Ciudadela, el momento decisivo es la victoria en la batalla de Kursk, y la batalla debe librarse, incluso a riesgo de una crisis grave en la región del Donets. Hay que tener en cuenta desde el principio que el enemigo podrá hacer incursiones profundas en el 6.º Ejército y el 1.º Ejército Panzer en el amplio frente del grupo de ejércitos.”
Alrededor del 12 de julio, el reconocimiento alemán reconoció el aumento de los preparativos de ataque soviéticos en el Mius y el Donets. Esta fue una de las razones de la derrota en la Operación Ciudadela cerca de Kursk en los días siguientes.Esta circunstancia también permitió a las tropas alemanas prepararse para repeler el ataque. Al sur del Donets, la defensa se organizó en dos líneas de seis a ocho kilómetros de profundidad. Las ciudades individuales habían sido fortificadas y convertidas en focos de resistencia.También se desarrollaron posiciones con posiciones de campo y obstáculos de alambre en el Mius, incluida la línea de frente Mius.Además, a pocos kilómetros detrás de la línea del frente se creó una zona de entrenamiento con numerosas posiciones de campo, lo que iba a ser de crucial importancia porque sólo en estas posiciones se repelían los ataques soviéticos. Por lo demás, la zona estaba cubierta casi exclusivamente de hierba alta y campos de maíz. Sólo unas pocas alturas dominaban el terreno. Estos y algunos pueblos eran los únicos puntos de referencia en el campo de batalla.

## Desarrollo de la ofensiva

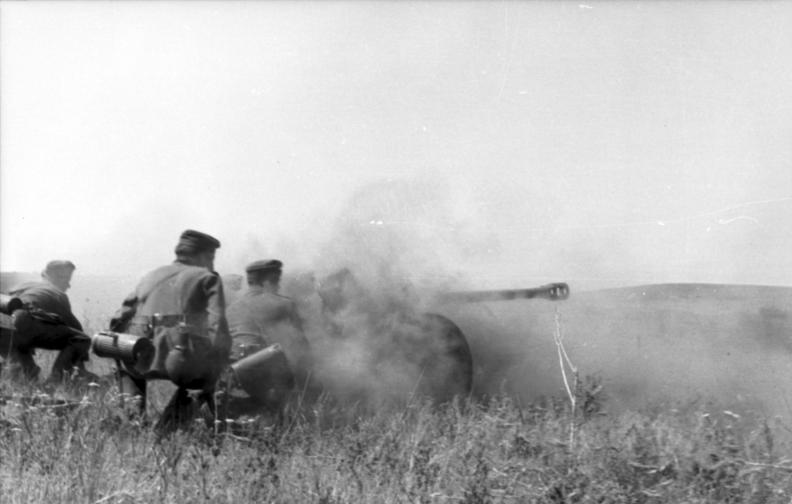
Cañón antitanque alemán en acción.

La ofensiva comenzó el 17 de julio, cuando la Stavka lanzó dos ofensivas en la cuenca del Donets. Después de un ataque de artillería y bombardeos aéreos, el cronograma preveía cruzar el río Donets en los dos primeros días y establecer cabezas de puente de 20 a 30 kilómetros de profundidad. Durante las primeras horas, la batalla se volvió extremadamente tenaz. Muchas unidades defensivas alemanas no fueron suprimidas por la artillería, pues ofrecieron una tenaz resistencia; los alemanes enviaron fuerzas de aviación para bombardear a las fuerzas y reservas que llegaban al lugar de la batalla mediante trenes. Además, las condiciones del terreno también dificultaron la ofensiva, a causa de la gran cantidad de colinas y quebradas presentes en la cuenca occidental del Mius que dificultaron el uso de tanques. En los cinco o siete días siguientes se alcanzaría la línea Krasnoarmeiskoye-Konstantinovka, desde donde se planeaba la captura de Stálino.
Sin embargo, en la dirección del ataque principal, las tropas del Frente Sur lograron infiltrarse en las defensas alemanas, atravesar la primera línea defensiva y capturar una pequeña cabeza de puente de entre 5 y 6 kilómetros de profundidad en el río Mius en la zona de Stepanovka, en Marinovka. Los alemanes opusieron tenaz resistencia y, apoyándose en un poderoso sistema de defensa, detuvieron la ofensiva soviética. En los días siguientes se libraron batallas extremadamente tenaces en la línea alcanzada: las tropas soviéticas atacaron continuamente al enemigo. Las unidades alemanas rechazaron sus ataques y ellas mismas contraatacaron continuamente. Los refuerzos fueron trasladados al lugar del avance: el 19 de julio, el comando alemán trajo además a la batalla 4 divisiones de la reserva del ejército: la 16.ª División Motorizada, las 32.ª, 111.ª y 336.ª Divisiones de Infantería y la escuela de suboficiales del 6.º Ejército, y el 20 de julio, el 24.º Cuerpo de Tanques del 1.º Ejército de Tanques. Varios grupos aéreos fueron trasladados urgentemente desde el saliente de Kursk y una gran cantidad de artillería alemana fue trasladada desde sectores no atacados del frente.
El mando soviético también llevó a la batalla la reserva del frente; en la tarde del 17 de julio comenzó el traslado a la cabeza de puente del 2.º Ejército de la Guardia. Debido a las acciones fallidas del 28.º Ejército, Tolbujin decidió llevar a la batalla la reserva del frente en la zona del 5.º Ejército de Choque. Pero la entrada en batalla del 2.º Ejército de Guardias y su cuerpo mecanizado se organizó sin éxito; atacaron cuando las unidades cruzaban el Mius, la aproximación de las tropas a los cruces y el cruce se realizaron bajo continuos bombardeos por parte de la aviación alemana, el movimiento La inteligencia alemana estableció inmediatamente el número de unidades del ejército. Un golpe potente no funcionó, el ejército quedó “atascado” en las defensas alemanas, logrando avanzar sólo unos pocos kilómetros y liberando tres aldeas. A pesar de la tenacidad de la batalla, ninguno de los bandos pudo cumplir sus objetivos exitosamente.
El 19 de julio, el mando alemán contraatacó la cabeza de puente soviética desde el sur con las fuerzas de la 16.ª División Motorizada y la 23.ª División de Tanques. Este ataque fue rechazado. También fue repelido un nuevo contraataque el 20 de julio, pero los alemanes también logró inmovilizar el avance de las tropas soviéticas. En estas batallas, las tropas alemanas perdieron hasta 100 tanques y cañones de asalto. Solo el 21 de julio, debido a las dificultades para cruzar el Mius y concentrarse en la cabeza de puente, fue posible llevar a la batalla al 4.º Cuerpo Mecanizado soviético, que ya había sufrido pérdidas significativas por los ataques aéreos alemanes. El 22 de julio, las tropas soviéticas reanudaron su ofensiva y avanzaron unos cuantos kilómetros más, pero no pudieron atravesar las defensas alemanas; el enemigo todavía estaba siendo “exprimido”. El 23 de julio, los alemanes detuvieron la ofensiva soviética. El último intento de ofensiva soviética el 25 de julio terminó sin ningún resultado y con pérdidas importantes. Para evitar un avance de la defensa en el río Mius, el 28 de julio de 1943, el 2.º Cuerpo Panzer SS (formado por el 3.ª División Panzer SS "Totenkopf" y el 2.ª División Panzer SS "Reich") fue trasladado a la cabeza de puente. Estas divisiones llegaron desde cerca de Kursk. Las divisiones de tanques nombradas fueron complementadas por la Task Force Kempf, así como por 4 grupos aéreos cerca de Kursk y de la península de Tamán.

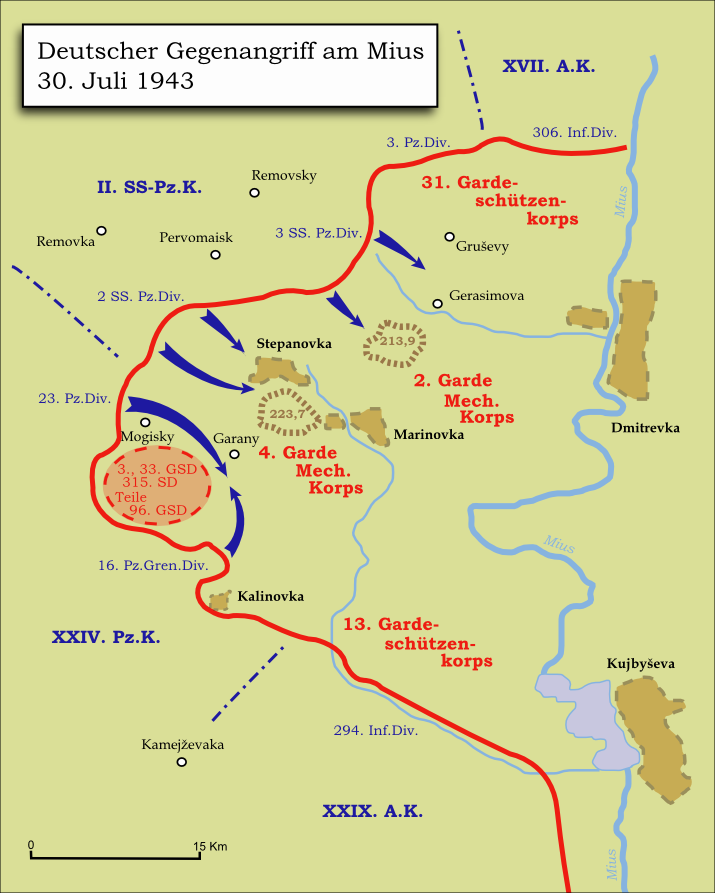
Contraofensiva alemana el 30 de julio de 1943.

El 30 de julio, los alemanes lanzaron un fuerte contraataque con estas fuerzas (hasta 258 tanques y alrededor de 100 cañones de asalto fueron llevados a la batalla a la vez) en la zona del 31.º Cuerpo de Fusileros del 5.º Ejército de Choque, que estaba muy debilitado en batallas anteriores y unidades vecinas del 28.º Ejército. Además, la 294.ª División de Infantería y la 15.ª División de Aeródromos atacaron unidades del 2.º Ejército de Choque. Las unidades que avanzaban del 24.º Cuerpo de Tanques Alemán lograron atravesar las defensas soviéticas, mientras cuatro regimientos de fusileros estaban rodeados. El 2.º Cuerpo Panzer SS alemán sólo pudo penetrar ligeramente la defensa soviética en un sector; en otros sectores su ofensiva fue rechazada con grandes pérdidas (91 tanques y más de 900 personas). La feroz batalla continuó toda la noche y el día siguiente. Los bandos se contraatacaban continuamente; posiciones, alturas y asentamientos cambiaron repetidamente de manos. Pero la amenaza inmediata a los cruces y, como resultado, el cerco de las tropas soviéticas en la cabeza de puente, por parte del 24.º Cuerpo de Tanques alemán, persistía.
A petición de Stalin, el 31 de julio, a costa de grandes esfuerzos, las tropas del frente intentaron retirar del cerco a los regimientos rodeados, pero sólo uno de ellos se salvó; el resto estaba casi completamente muerto por ese momento. El 1 de agosto continuaron los continuos ataques alemanes, el avance de las tropas alemanas se desarrolló, aunque muy lentamente debido a la resistencia de las tropas soviéticas, pero sin detenerse. Los alemanes llevaron a la batalla casi todos los tanques listos para el combate, de entre 400 y 500 unidades. Los comandantes del ejército soviético se vieron obligados a iniciar una retirada parcial de tropas más allá del Mius por iniciativa propia. Al ver la imposibilidad de restaurar posiciones y para evitar la destrucción de tropas en la cabeza de puente, el comandante del frente Fiódor Tolbujin en la tarde del 1 de agosto se dirigió al cuartel general en busca de permiso para retirar tropas más allá del Mius. Se recibió el permiso, la evacuación se llevó a cabo en una situación difícil al amparo de retaguardias reforzadas por las fuerzas principales la noche del 2 de agosto, y a las 17:00 horas del 2 de agosto también cruzaron las unidades que cubrían la retirada. En direcciones auxiliares, la ofensiva de las tropas soviéticas fue rechazada: el 51.º Ejército avanzó varios kilómetros el 17 de julio, pero fue devuelto a su posición original por un contraataque alemán el 20 de julio. Los ataques posteriores hasta el 27 de julio no tuvieron éxito. El ataque al 44.º Ejército terminó de manera similar.
La ofensiva de Izium-Barvenkovskaya, llevada a cabo por el Frente Suroeste al mismo tiempo, tuvo los mismos resultados.

## Resultados de la operación
En la ofensiva del Mius, las tropas soviéticas no pudieron atravesar el frente del Mius y derrotar a los alemanes. La cabeza de puente, ocupada al inicio de la operación y sufrida con grandes pérdidas, tuvo que ser abandonada. Sin embargo, se logró el segundo objetivo de la operación: el Frente Sur, a través de sus acciones activas, encadenó al 6.º Ejército y al 1.º Ejército de Tanques de los alemanes en el  Dombás, y no le permitió transferir ninguna división estacionada en el  Dombás a Kursk. Además, el mando alemán se vio obligado a enviar reservas desde cerca de Járkov en la dirección del ataque de distracción. Un gran número de tropas alemanas fueron atraídas hacia el Mius, incluso desde la dirección de Kursk (2.º Cuerpo Panzer SS). Aunque inicialmente el comando alemán planeó de otra manera, por ejemplo, la 16.ª División Motorizada y la 23.ª División de Tanques ya habían comenzado a trasladarse del Mius a Járkov al comienzo de la operación. Esto ciertamente facilitó el éxito de la ofensiva soviética en la ofensiva de Bélgorod-Járkov. Además, la experiencia de esta operación fue generalizada y tenida en cuenta por el mando soviético durante la ofensiva del  Dombás llevada a cabo dos semanas después, durante la cual sí consiguió el objetivo de romper con éxito las defensas alemanas en el río Mius.

## Bajas
Las pérdidas totales de las tropas soviéticas ascendieron a 61,070 personas, de las cuales 15,303 fueron irrevocables, 45,767 personas fueron sanitarias. Manstein, en sus memorias, afirma que en la batalla en la cabeza de puente de Mius, las tropas soviéticas perdieron solo alrededor de 18,000 prisioneros, 700 tanques (que es incluso más que la declaración del comando alemán en ese momento; en 1943, los alemanes anunciaron la destrucción de 585 tanques soviéticos), 200 cañones y 400 cañones antitanques. Según Tippelskirch, solo los alemanes tomaron alrededor de 18,000 prisioneros en la cabeza de puente de Mius (algunas publicaciones alemanas dan una cifra más precisa; unos 17,762).
El 6.º Ejército alemán, según sus propios datos, perdió 21,369 personas entre el 17 de julio y el 2 de agosto, incluidos 3,289 muertos, 2,254 desaparecidos y 15,817 heridos. Las pérdidas en tanques y cañones de asalto superaron las 300 unidades. Las pérdidas totales de las tropas alemanas, según el mando soviético, ascendieron a unas 35,000 personas.